# Tāzeh Kand (ort i Östazarbaijan, lat 38,22, long 46,48)
Tāzeh Kand (persiska: Tāzeh Kand-e Nahand, تازه کند) är en ort i Iran.   Den ligger i provinsen Östazarbaijan, i den nordvästra delen av landet, 500 km nordväst om huvudstaden Teheran. Tāzeh Kand ligger 1 576 meter över havet och antalet invånare är 278.
Terrängen runt Tāzeh Kand är kuperad. Runt Tāzeh Kand är det ganska glesbefolkat, med 32 invånare per kvadratkilometer. Närmaste större samhälle är Khvājeh, 11,6 km sydost om Tāzeh Kand. Trakten runt Tāzeh Kand består i huvudsak av gräsmarker.